# Terter
Terter (ázerbájdžánsky Tərtərçay) je řeka v Ázerbájdžánu (Náhorní Karabach). Je dlouhá 184 km. Povodí má rozlohu 2650 km².

## Průběh toku
Pramení v horách Náhorního Karabachu. Na dolním toku protéká Kuro-Arackou nížinou, kde protíná Hornokarabašský kanál. Je to pravý přítok Kury.

## Vodní stav
Zdroj vody je smíšený s převahou podzemního. Nejvyšší vodní stavy jsou od dubna do června. Průměrný roční průtok vody ve vzdálenosti 58 km od ústí činí 22,9 m³/s.

## Využití
Využívá se na zavlažování. Na řece byly vybudované Magadizská a Terterská vodní elektrárna (Sarsangská). Leží na ní města Terter, Barda a na horním toku lázně Istisu.